# Bopyrione woodmasoni
Bopyrione woodmasoni är en kräftdjursart som först beskrevs av Goverdhan Lal Chopra 1923.  Bopyrione woodmasoni ingår i släktet Bopyrione och familjen Bopyridae. Inga underarter finns listade i Catalogue of Life.